# Mary Frizzell
Mary Frizzell (* 27. Januar 1913 in Nanaimo, British Columbia; † 12. Oktober 1972 in North Vancouver) war eine kanadische Leichtathletin.
Bei den Olympischen Spielen 1932 in Los Angeles gewann die Sprinterin die Silbermedaille in der 4-mal-100-Meter-Staffel zusammen mit ihren Teamkolleginnen Lillian Palmer, Mildred Fizzell und Hilda Strike hinter dem Team aus den Vereinigten Staaten und vor dem Team aus dem Vereinigten Königreich.